# Tropidauchen flavipes
Tropidauchen flavipes är en insektsart som beskrevs av Leo L. Mishchenko 1951. Tropidauchen flavipes ingår i släktet Tropidauchen och familjen Pamphagidae. Inga underarter finns listade i Catalogue of Life.